# Chaser (Mammal Hands)
Chaser è un singolo del gruppo musicale britannico Mammal Hands, pubblicato il 3 luglio 2020 come primo estratto dal quarto album in studio Captured Spirits.

## Descrizione
Il singolo è stato inizialmente reso disponibile nel solo formato 7" in occasione della serie di 45 giri limitati a 300 copie lanciata dalla Gondwana Records un mese prima della pubblicazione. Con l'annuncio dell'album, il 15 luglio il trio ha pubblicato il singolo anche per il download digitale.

## Video musicale
Il videoclip, girato interamente in bianco e nero, è stato pubblicato il 21 luglio 2020 e mostra scene del gruppo eseguire il brano con altre in cui un uomo scappa da qualcosa che non viene mostrato per tutta la sua durata.

## Tracce
7"
- Lato A

1. Chaser – 3:43

- Lato B

1. Prism – 4:20

Download digitale
1. Chaser – 3:43

## Formazione
Gruppo
- Jesse Barrett – batteria, tabla
- Jordan Smart – sassofono tenore e soprano, clarinetto basso, elettronica
- Nick Smart – pianoforte

Produzione
- Mammal Hands – produzione, missaggio
- George Atkins – produzione, registrazione, missaggio
- Karl Sveinsson – assistenza tecnica
- Normal Nitzsche – mastering